# USAFacts
USAFacts és una organització i un lloc web sense ànim de lucre que ofereix dades i informes sobre la població dels Estats Units, les finances del seu govern i l'impacte del govern en la societat. Va ser llançada l'any 2017.

## Història i antecedents
USAFacts va ser fundada per l'antic CEO de Microsoft i propietari dels Los Angeles Clippers, Steve Ballmer. Ballmer va invertir els seus propis estalvis en el projecte. USAFacts es va llançar el 18 d'abril de 2017 Tax Day, amb l'objectiu de fer que les dades governamentals sobre els ingressos, les despeses i els resultats fiscals siguin més accessibles i comprensibles. La plataforma d'USAFacts està dissenyada per proporcionar informació al públic sobre la despesa i l'impacte del govern a tots els nivells, des del federal fins al local. Inclou informació sobre detencions frontereres, clima, immigració, tiradors actius, assistència mèdica, educació, despesa militar i opioides. També ajuda els emprenedors a trobar la millor ubicació per llançar o invertir en empreses.
En el moment del llançament, el lloc web va recopilar dades de més de 70 agències governamentals i extreia dades de més de 130 bases de dades i informes estadístics del govern dels EUA. Al lloc només s'incloïen dades oficials del govern.
El setembre de 2018, USAFacts va llançar un nou servei anomenat Voter Center, el qual compara les dades del govern amb les posicions que els membres del Congrés manifesten públicament i comparteix informació sobre educació, salut, aranzels, llocs de treball, immigració, economia, armes, etc. Els socis del Vote Center són Countable, BallotReady i TurboVote.
El novembre de 2018 USAFacts es va associar amb GeekWire per produir el podcast Numbers Geek.
L'octubre de 2019, USAFacts es va enllaçar amb US News & World Report. Això va proporcionar una sortida per compartir les seves dades en forma visual i en el context dels assumptes quotidians rellevants i, al mateix temps, augmentar la cobertura electoral l'any 2020 de US News.
El novembre de 2019, USAFacts, en col·laboració amb AP-Norc, va realitzar una enquesta que va mostrar que més del 50% dels nord-americans recullen les notícies relacionades amb el govern de les xarxes socials, mentre que només l'11% confiaria en la seva correcció i el 64% les considerava informació poc fiable.
Durant la pandèmia de COVID-19, USAFacts va llançar el projecte Recovery Hub i COVID-19 impact, que utilitzaven informació de fonts governamentals, l'⁣Oficina d'Anàlisi Econòmica i el Departament de Treball. El 20 de març de 2020, USAFacts va anunciar el seu Coronavirus Hub and Map que oferia mètriques actualitzades amb freqüència sobre la propagació i l'efecte diaris de la COVID-19 a Amèrica.
El 2020, USAFacts es va associar amb la xarxa mundial sense ànim de lucre del Dia de la Terra.
El president Poppy MacDonald va declarar davant el Comitè Selecte de la Cambra dels Estats Units sobre la Modernització del Congrés en una audiència d'octubre de 2021 anomenada Strengthening the Lawmaking Process: How Data Can Inform and Improve Policy. Va instar al govern perquè més conjunts de dades siguin temporalitzats, contextuals i rellevants per als nord-americans, i la necessitat de més col·laboració entre agències i governamentals.

## Premis i reconeixements
El maig de 2020, USAFacts va guanyar el Webby Award 2020 for Government & Civil Innovation en la categoria Web.
L'agost de 2021, Fast Company va nomenar USAFacts com a 14è a la seva llista anual dels millors llocs de treball per a innovadors.

## Visió general de l'organització
USAFacts és finançat de manera privada per Steve Ballmer i no accepta cap contribució de donants externs. Es descriu com a no partidista i no té un consell d'administració, ja que no és una organització 501(c)(3).